# Mattias Hargin
Mattias Hargin (Estocolmo, 7 de octubre de 1985) es un deportista sueco que compitió en esquí alpino.
Ganó tres medallas en el Campeonato Mundial de Esquí Alpino, en los años 2013 y 2017. En la Copa del Mundo consiguió una victoria y siete podios en total.
Participó en tres Juegos Olímpicos de Invierno, entre los años 2010 y 2018, ocupando el séptimo lugar en Sochi 2014 (eslalon) y el quinto en Pyeongchang 2018 (equipo mixto).

## Palmarés internacional
| Campeonato Mundial | Campeonato Mundial                 | Campeonato Mundial | Campeonato Mundial |
| Año                | Lugar                              | Medalla            | Prueba             |
| ------------------ | ---------------------------------- | ------------------ | ------------------ |
| 2013               | Schladming (Austria)               | Medalla de plata   | Equipo mixto       |
| 2015               | Vail/Beaver Creek (Estados Unidos) | Medalla de bronce  | Equipo mixto       |
| 2017               | Sankt Moritz (Suiza)               | Medalla de bronce  | Equipo mixto       |